# Karen Greve
Karen Greve geb. Blaschke (* 30. März 1942 in Berlin; † 27. April 2014 ebenda) war eine deutsche Politikerin (SPD).

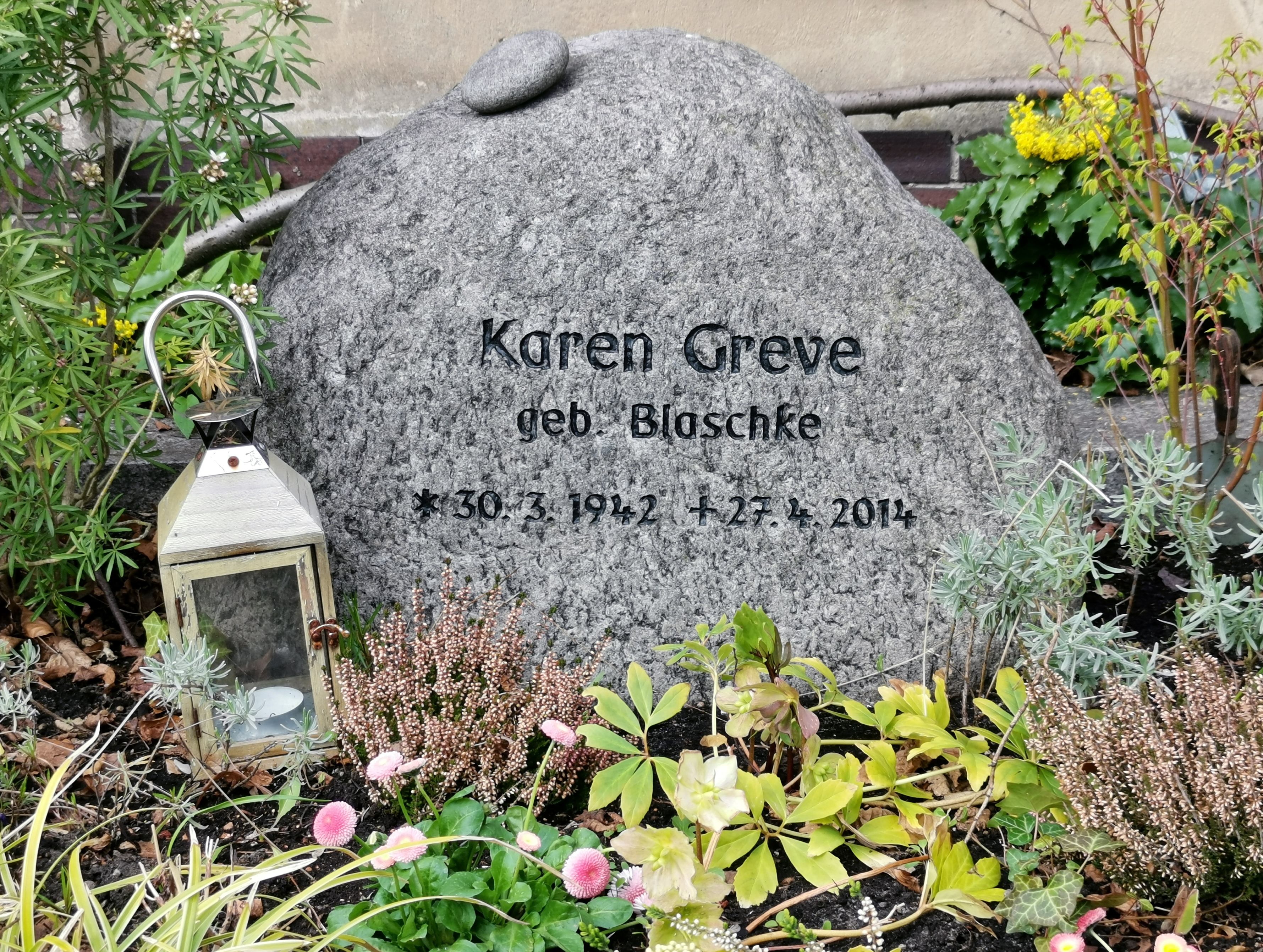
Grab auf dem Friedhof Schöneberg III in Berlin-Friedenau

Karen Greve besuchte ein Gymnasium, das sie mit der 10. Klasse abschloss. Sie besuchte anschließend eine staatliche Schule für Krankengymnastik in Kiel und schloss als Diplom-Krankengymnastin ab. 1973 trat sie der SPD bei. Bei der Berliner Wahl 1979 wurde Greve in die Bezirksverordnetenversammlung im Bezirk Schöneberg gewählt. Bei der Wahl 1989 wurde sie in das Abgeordnetenhaus von Berlin gewählt, dem sie bis Januar 1991 angehörte. Sie war Inhaberin einer physiotherapeutischen Praxis in Berlin-Friedenau.
Greve war Vorsitzende der „Gesellschaft der Freunde der Friedenauer Kammerkonzerte“. Sie wurde 2014 auf dem Friedhof Stubenrauchstraße begraben (Abt. 33 Nr. 35).